# وزارة البيئة والغذاء والشؤون الريفية (المملكة المتحدة)
وزارة البيئة والغذاء والشؤون الريفية (بالإنجليزية: Department for Environment, Food and Rural Affairs)‏، المعروفة اختصارا بدفرا (Defra)، هي وزارة في حكومة المملكة المتحدة مسؤولة عن حماية البيئة وإنتاج الأغذية والمقاييس والزراعة ومصائد الأسماك والمجتمعات الريفية في المملكة المتحدة.

## تاريخ
أنشأت الوزارة في يونيو 2001 بواسطة مارغريت بيكيت، عندما دمجت وزارة الزراعة ومصايد الأسماك والأغذية مع جزء من وزارة البيئة والنقل والأقاليم مع جزء صغير من وزارة الداخلية. تأسست الوزارة بعد فشل وزارة الزراعة ومصائد الأسماك والغذاء في التعامل بشكل مناسب مع تفشي مرض الحمى القلاعية.

## وصلات خارجية
- موقع وزارة البيئة والغذاء وشؤون الريف الرسمي
- فيرا - الوكالة التنفيذية لدفرا
- المجموعة الوطنية للبكتيريا الممرضة للنبات - فيرا
- موقع الطبيعة الإنجليزية
- ويكي ديفرا لصياغة عقد بيئي
- مجموعة خبراء جودة الهواء